# Constantin Virgil Gheorghiu
Constantin Virgil Gheorghiu (n. 15 septembrie 1916, Războieni, România – d. 22 iunie 1992, Paris, Franța) a fost un diplomat român interbelic și un jurnalist, romancier, poet și preot român din exilul românesc postbelic.

## Biografie
Bunicul și tatăl său au fost preoți în localitatea Războieni.
Între anii 1928 și 1936 a studiat la Liceul Militar „Regele Ferdinand I” din Chișinău.
După ce a terminat liceul, a renunțat la cariera militară și a venit în București unde a absolvit Facultatea de Litere și Filosofie a Universității din București.
În ianuarie 1941, Gheorghiu a descris scena căreia i-a fost martor la abatorul municipal dupa  masacrul comis acolo de către legionari în cadrul  rebeliunii lor împotriva  generalului Antonescu:
“În imensa sală a abatorului unde boii sunt agățați cu cârlige pentru a fi spintecați, erau suspendate acum cadavre de oameni goi. Era un spectacol oribil care întrecea în cruzime orice imaginație. Pe unele cadavre era însemnat cuvântul “CUȘER”. Erau cadavre de evrei... Sufletul mi-e murdărit. Mi-e rușine de mine însumi. Rușine, pentru că sunt român ca acei criminali din Garda de Fier.”. În perioada 1941-1943 a fost mobilizat în Armata Română, luptând pe Frontul de Răsărit. Din experiențele sale militare, el va declara ulterior că majoritatea partizanilor sovietici din Basarabia erau evrei, și că a adunat actele de identitate ale acestora, ca probe. El i-a acuzat pe partizani de crime de război, cum ar fi incendierea orașului Bălți în 1941.
În 1943 a fost numit atașat de presă al ambasadei românești din Croația. Atunci a început lungul drum al pribegiei sale, trecând prin Germania, unde s-a refugiat 1944 (imediat ce sovieticii au intrat în România), pentru ca în 1948, după ce-a fost eliberat din arest de americani, să se stabilească în Franța, unde a publicat circa 40 de volume.
În exil fiind, a urmat studii de teologie la Heidelberg (în Germania de Vest), astfel că în 1963 a fost hirotonit preot la biserica ortodoxă română „Sfinții Arhangheli” din Paris. Primește rangul de iconom stavrofor în 1971, activând sub jurisdicția Patriarhiei Ecumenice de Constatinopol.
În 1975, a conferențiat în Japonia, iar în 1978 a stat opt luni în Liban, ceea ce l-a inspirat să scrie volumul Christ au Liban: De Moïse au Palestiniens (1979). În 1989 a primit premiul Academiei Româno-Americane.

## Opera
Iată o listă cronologică a cărților publicate de Constantin Virgil Gheorghiu:
- romanul Taraful de noapte (Editura Fortuna)
- Viața de toate zilele a poetului ("La vie de tous le jours du poète") – poezie, Editura "Cartea Românească", 1937;
- Caligrafie pe zăpadă ("Calligraphie sur neige") – poezie, Editura Fundațiilor Regale pentru Literatură și Artă „Regele Carol al II-lea”, București, 1940;
- Armand Călinescu (Armand Calinesco), Editura Socec, București, 1940;
- Ard malurile Nistrului: mare reportaj de război din teritoriile desrobite ("Le rives du Dniestr sont en flammes"), cu o scrisoare de Tudor Arghezi, Editura Națională „Gheorghe Mecu”, București, 1940 — reportaje de pe front din timpul războiului de eliberare a Basarabiei și a Bucovinei de Nord, folosite mai târziu de Marin Preda, ca sursă documentară, în romanul „Delirul”;
- Cu submarinul la asediul Sevastopolului ("Avec le sous-marin à l'assault de Sébastopol"), Editura Națională, București, 1942;
- Am luptat în Crimeea ("J’ai combattu en Crimée"), reportaj de război cu un portret de Lucia Demetriade Bălăcescu, Editura Națională „Gheorghe Mecu”, București, 1942
- Ceasul de rugăciune ("L'Heure de la prière") – poezie, cu un portret de R. Rybickza, Editura Națională „Gheorghe Mecu”, București, 1942;
- Ultima oră ("La dernière heure"), Editura Națională, București, 1943;
- Rumänische Märchen ("Povești românești"/ Contes roumains), Einbandentwurf (proiect de supracopertă) de Eugen Dörr, editura "Ähren", Heidelberg, Germania, 1948;
- La vingt-cinquième heure ("Ora a douăzeci și cincea"/ "Ora 25"), roman tradus din română de Monique Saint-Côme, cu prefața de Gabriel Marcel, Plon, editura „Feux Croisés”, Paris, 1949
  - ecranizat în 1967, rolul principal este jucat de Anthony Quinn
- De la vingt-cinquième heure à l'heure éternelle ("De la al 25-lea ceas, la momentul eternității")
- Tatăl meu, preotul care s-a urcat la cer (1965, Paris și 2003, Sibiu)
- Perahim - Rendez-vous à l'infini ("Perahim - Ne vedem la infinit")
- La Seconde Chance (1952) ["A doua șansă"], Editura Plon, Paris, tradus din română de Livia Lamoure
- Les Sacrifiés du Danube (1957) ["Jertfele Dunării"]
- La Maison de Petrodava (1961) ["Locuința Petrodavei"]
- Les Immortels d'Agapia (1964) ["Nemuritorii Agapiei"]
- Dieu Paris (1964) ["Zeul Paris"]
- L’oeil américain („Ochiul american”) (1972) – roman de acțiune, suspans, politică-ficțiune și gândire geo-politică. Editura Plon.
- Memorii (1990), tradus în limba română de Sanda Mihăescu-Cârsteanu. În Memorii, Constantin Virgil Gheorghiu prezintă un aspect inedit; de exemplu, se referă la pogromul împotriva evreilor bucureșteni din timpul revoltei legionare;
- După romanul Ora 25, care îl consacra definitiv în lumea liberă, descoperirea unei opere apărute în timpul războiului, favorabilă redobândirii Basarabiei, îi va aduce autorului o serie de atacuri violente în presa occidentală, care îl acuza, neîntemiat, de antisemitism. Își va explica atitudinea într‑un nou roman – Omul care călătorea singur (Ed. Sophia, 2010). [10]
- Les Inconnus de Heidelberg ("Necunoscuții din Heidelberg"), Plon, 1977, 251 de pagini. ISBN 2259001955, ISBN 9782259001953. Traducere în limba română: Gheorghiță Ciocioi, Editura Sophia, București 2015, 256 de pagini ISBN 978-983-136-466-7
- La Vie de Mahomet (Viața lui Mahomed), publicată în limba franceză în anul 1984 și tradusă în limba română de Gheorghiță Ciocioi, Editura Sophia, București 2016, 500 de pagini, ISBN 978-973-136-524-4
- Sfântul Ambrozie al Milanului, traducere în limba română de Gheorghiță Ciocioi, Editura Sophia, București 2013, 301 pagini, ISBN 978-973-136-375-2

A publicat în 1937 un poem dedicat tatălui, intulat „Scrisoare către tatăl meu”, și, după o vreme, a fost acuzat că ar fi plagiat un poem al lui Virgil Carianopol. Numai că el publicase poemul cu câteva luni înaintea lui Virgil Carianopol. Totuși, nu a fost posibil să-și dovedească nevinovăția, pentru că Virgil Carianopol era legionar și presa legionară nu admitea că un membru al Legiunii ar putea să facă vreun act necinstit. Episodul este relatat de Thierry Gillyboeuf în cartea sa ”Constantin Virgil Gheorghiu, scriitorul calomniat”.